# Slagterbanden
The Hills Have Eyes, der havde dansk biografpremiere under titlen Slagterbanden, er en amerikansk exploitation-gyserfilm fra 1977, instrueret af Wes Craven.
Der blev indspillet to opfølgere til filmen The Hills Have Eyes Part II (1985) og The Hills Have Eyes III også kendt som The Hills Still Have Eyes, The Outpost og Mind Ripper (1995).
Den originale film blev genindspillet i 2006 af Alexandre Aja og udgivet som The Hills Have Eyes og året efter blev indspillet atter en sequel, The Hills Have Eyes 2.

## Medvirkende
- Susan Lanier som Brenda Carter
- Michael Berryman som Pluto
- Dee Wallace som Lynne Wood
- John Steadman som Fred
- Robert Houston som Bobby Carter
- Martin Speer som Doug Wood
- Russ Grieve som Bob Carter
- James Whitworth som Papa Jupiter
- Virginia Vincent som Ethel Carter
- Lance Gordon som Mars
- Janus Blythe som Ruby
- Cordy Clark som Mama
- Arthur King som Mercury
- Brenda Marinoff som Baby Katie Wood